# Бансэнсюкай
Бансэнсюкай (яп. 万川集海, в старой орфографии 萬川集海 — «10 000 рек, впадающих в море») — руководство по ниндзюцу, созданное Самудзи Фудзибаяси в 1676 году. Трактат вобрал традиции и приёмы школ ниндзя Ига и Кока (ныне префектуры Миэ и Сига). Включает в себя информацию о философии, военной стратегии, астрологии и методах диверсий. Содержит множество заимствований из древнекитайского трактата «Искусство войны» (Сунь Цзы), но при этом адаптирован под японские реалии. Редакция Кока состоит из 10 книг, а редакция Ига — из 12 книг; обе редакции разделены на 22 главы.
В период Эдо (1600—1868) клану Токугава удалось обеспечить Японии мир и стабильность, из-за чего мастерство ниндзюцу перестало быть востребованным. Чтобы избежать утраты знаний, которые ранее передавались устно от поколения к поколению, приверженцы ниндзюцу систематизировали его принципы и зафиксировали в письменном виде. В результате появились трактаты «Нинпидэн» (1655), «Бансэнсюкай» (1676) и «Сёнинки» (1681).

## Структура и содержание
«Бансэнсюкай» содержит детальное описание различных аспектов ниндзюцу. Книга охватывает следующие темы:
- Философия ниндзя, их роль в военных конфликтах и политике.
- Тактики скрытности, методы проникновения и ухода от преследования.
- Использование зажигательных средств, ядов, дымовых шашек и взрывчатки.
- Гадательные практики и астрология, применяемые в боевой стратегии.
- Маскировка и перевоплощение, внедрение в ряды противника.
- Изготовление и применение специальных инструментов ниндзя.

Разделы трактата включают:
- Дзё — введение и философия ведения войны.
- Сэйсин — моральные и психологические качества ниндзя.
- Сёти — руководство для командиров по управлению группами ниндзя.
- Ёнин и Иннин — методы открытой и скрытой инфильтрации.
- Тэндзи — небесная стратегия и гадание.
- Нинки — описание инструментов и оружия ниндзя.

## Китайское влияние
Хотя трактат содержит многочисленные отсылки к китайским военным классикам, основное содержание книги основано на японской практике. В первых главах «Бансэнсюкай» использует китайские примеры для подтверждения своих идей, но в разделе, посвящённом конкретным методам работы ниндзя, упор сделан на практическое применение японских тактик. Автор трактата, Фудзибаяси Ясутакэ, часто цитирует китайские классические произведения, такие как «Искусство войны» Сунь-цзы, а также конфуцианские тексты, что подчёркивает глубокое влияние китайской культуры на японскую военную мысль.

## Историческое значение
Книга сыграла ключевую роль в сохранении традиций ниндзюцу. В 1789 году несколько потомков ниндзя Кока представили «Бансэнсюкай» властям в попытке получить статус и поддержку, но их прошение было отклонено. В 20 веке трактат стал важным источником информации о ниндзюцу и оказал влияние на популярную культуру. В настоящее время «Бансэнсюкай» переведён на несколько языков, включая английский, французский, испанский и русский, что делает его доступным для широкой аудитории.

## Современные издания и переводы
«Бансэнсюкай» был впервые опубликован для широкой публики в 1975 году издательством «Сэйсюдо». В 1980-х годах появились переводы на современный японский язык, а в 2013 году был выпущен полный английский перевод всех томов под одной обложкой, выполненный Минами Ёсиэ под редакцией Энтони Камминза. В 2020 году вышел ещё один английский перевод, выполненный Доном Роли. На русский язык трактат был переведён Валерием Момотом, который опубликовал его в нескольких томах с 2015 по 2020 год.